# فورتنايت كريتيف
فورتنايت كريتيف (بالإنجليزية: Fortnite Creative)‏ هي لعبة فيديو مجانية من تطوير ونشر إيبك غيمز، صدرت في ديسمبر 2018 وتعمل على أجهزة ويندوز، ماك أو إس، أندرويد، بلاي ستيشن 4، نينتندو سويتش، آي أو إس وإكس بوكس ون.
فكرة اللعبة هي إنشاء هياكل في فورتنايت على جزيرة خاصة ومشاركتها مع ما يصل إلى 16 لاعبًا (بما في ذلك المالك) لمختلف أوضاع اللعبة متعددة اللاعبين بقواعد قابلة للتخصيص، يمكن للاعبين وضع الكائنات ونسخها ولصقها ونقلها ومسحها، بما في ذلك البلاط الأرضي والعناصر وميزات اللعبة.
أُعلن عن وضع اللعبة في 5 ديسمبر 2018. وصدر مقطع دعائي ودخلت إيبك غيمر في شراكة مع تسعة من مستخدمي يوتيوب لإنشاء مقاطع فيديو توضيحية للعبة.